# Vaga de la Telefònica de 1931
La vaga de la Telefònica de 1931 va ser el primer conflicte de caràcter social important al que va haver de fer front la nounada Segona República Espanyola. Va ser organitzada pel sindicat anarquista CNT amb la idea de fer una demostració de força davant el nou règim, mesurar la seva capacitat de reacció i desmarcar-se de les mesures més conciliadores que estaven prenent els seus rivals, els socialistes de la UGT.

## Context
En 1931 la Companyia Telefònica Nacional d'Espanya, única empresa a nivell nacional que prestava servei de telefonia, era propietat d'una multinacional nord-americana, la American Telephone and Telegraph Company. Els treballadors espanyols de Telefònica estaven adscrits en la seva majoria a algun dels dos sindicats més importants del moment: la UGT, socialista, i la CNT anarquista. Tots dos tenien un marcat caràcter revolucionari, i el tipus de població del que es nodrien era similar.
La proclamació de la II República a l'abril de 1931 va suposar l'oportunitat per a ambdues organitzacions de dur a terme els seus projectes tradicionals, per la qual cosa ambdues necessitaven un catalitzador que els permetés llançar-se a complir els seus objectius. Durant la dictadura de Primo de Rivera ambdues organitzacions van criticar al govern, acusant-lo de vendre's als interessos d'una companyia estrangera; assenyalaven al rei com a beneficiari d'accions de la companyia gràcies als contractes que AT&T signava amb l'Estat i situaven als directius de la companyia entre els seus enemics, titllant-los de burgesos perversos. No obstant això, encara que els seus objectius eren els mateixos, les dues organitzacions es trobaven en situacions diferents. Els socialistes de l'època estaven dividits en dues faccions diferents: els moderats, entre els quals es pot incloure Indalecio Prieto; i els revolucionaris, la qual cosa els havia dut a haver de fer equilibris per poder participar en el govern provisional mentre mantenien el seu discurs de lluita i les seves exigències. Els anarquistes, no obstant això, s'havien autoexclòs del Procés Constituent des del principi, per la qual cosa quedaven lliures de qualsevol obligació.

## La vaga
Els afiliats a la CNT, per tant, es van declarar en vaga el dia 4 de juliol. La vaga havia de paralitzar el servei telefònic a nivell nacional i segons el seu desenvolupament es podria comprovar el seu nivell d'organització, la capacitat d'influir al nou govern i, a més, s'obligaria als membres socialistes del govern a haver de decantar-se per una opció: o la moderació, la qual cosa significaria aliar-se amb la burgesia, o la radicalitat, alguna cosa que posaria les seves carreres polítiques en una situació difícil. No obstant això, encara que es van paralitzar la majoria dels serveis a Sevilla i Barcelona, l'èxit en la resta del país va ser parcial. Els socialistes van decidir posar-se del costat del govern i van enviar als seus afiliats a prestar serveis d'urgència en ciutats com Madrid o Còrdova, garantint l'estabilitat de les línies.
Encara que la vaga havia fracassat, la CNT tenia un gran poder de convocatòria i va declarar una sèrie de vagues generals en suport dels seus afiliats de Telefònica, que van paralitzar Sevilla el dia 20 de juliol. El Govern, acusant als anarquistes de pistolers, va declarar l'estat de guerra a la ciutat i al llarg de la setmana del 22 al 29 va ser restablint l'ordre gradualment. A Barcelona també va triomfar la vaga general, però la intervenció de Macià, molt més suau que la duta a terme pel Govern Central a Sevilla, va ajudar a tornar a la normalitat.

## Conseqüències
Les conseqüències directes de la sèrie de vagues van suposar un saldo de 30 morts i 200 ferits en els enfrontaments amb l'Exèrcit. A més, van reforçar les opinions conservadores dels nostàlgics de la monarquia i van accentuar les diferències entre els dos corrents internes del PSOE, l'enfrontament del qual resultaria crucial en les eleccions de 1933 i al llarg del Bienni Negre.